# Eisothistos rishikondensis
Eisothistos rishikondensis là một loài chân đều trong họ Expanathuridae. Loài này được Kumari, Rao & Shyamasundari miêu tả khoa học năm 1993.